# Colonia del Sacramento
Colonia del Sacramento est une ville du sud-ouest de l'Uruguay, capitale du département de Colonia. C'est aussi la plus vieille ville du pays.

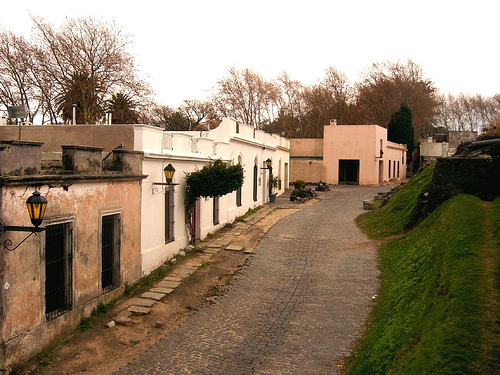
Une rue dans la vieille ville coloniale de Colonia del Sacramento.

## Histoire
Fondée en janvier 1680 par les Portugais avec le nom de « Colônia do Santíssimo Sacramento », la ville fut une partie du territoire ensuite réclamé par les immigrants Espagnols qui se trouvaient à Buenos Aires sur l'autre rive du Río de la Plata ("le fleuve d'argent"). La ville changea donc de pays au cours des traités qui furent signés entre le Portugal et l'Espagne comme celui de Madrid en 1750 ou encore celui de San Ildefonso en 1777 qui plaçait la ville sous contrôle espagnol. Elle fut de nouveau reprise par les Portugais puis plus tard par les Brésiliens. Finalement, lorsque l'Uruguay prit son indépendance en 1828 elle devint la capitale du département Colonia.
Charles Darwin y passa le 17 novembre 1833 lors de son tour du monde.
Aujourd'hui, la ville s'est étendue vers l'est et une différence très nette est visible entre les quartiers historiques portugais dont les rues sont désorganisées et les quartiers construits par les architectes espagnols dont les rues sont toutes orthogonales. La partie historique de la ville figure dans la liste du patrimoine mondial de l'Unesco.

## Géographie
La ville se situe sur la rive gauche du Río de la Plata, face à Buenos Aires et l'Argentine,  au lieu où commence la vaste embouchure du fleuve.

## Population
| Année | Population |
| ----- | ---------- |
| 1908  | 8 021      |
| 1963  | 13 337     |
| 1975  | 17 046     |
| 1985  | 19 102     |
| 1996  | 22 200     |
| 2004  | 21 714     |
| 2011  | 26 231     |
| 2023  | 32 174     |

Référence,

## Économie
Colonia del Sacramento possède un aéroport (code AITA : CYR).

## Relations internationales

### Jumelages
La ville de Colonia del Sacramento est jumelée avec les villes suivantes :
- Guimarães, Portugal ;
- Luján, Argentine (2003) ;
- Pelotas, Rio Grande do Sul, Brésil[4].

## Personnalités
- Facundo Waller (1997-),  footballeur né le à Colonia del Sacramento.

## Sport
Le Club Atlético Plaza et le CD Colonia sont des clubs de football participant au championnat d'Uruguay de football.

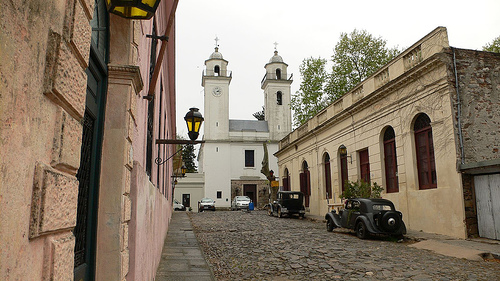
Le quartier historique.
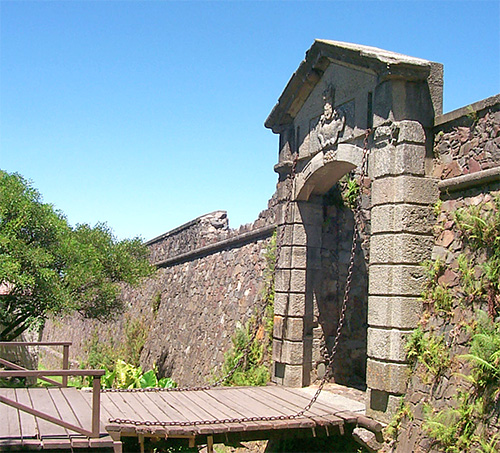
Portón de Campo, porte de la ville.
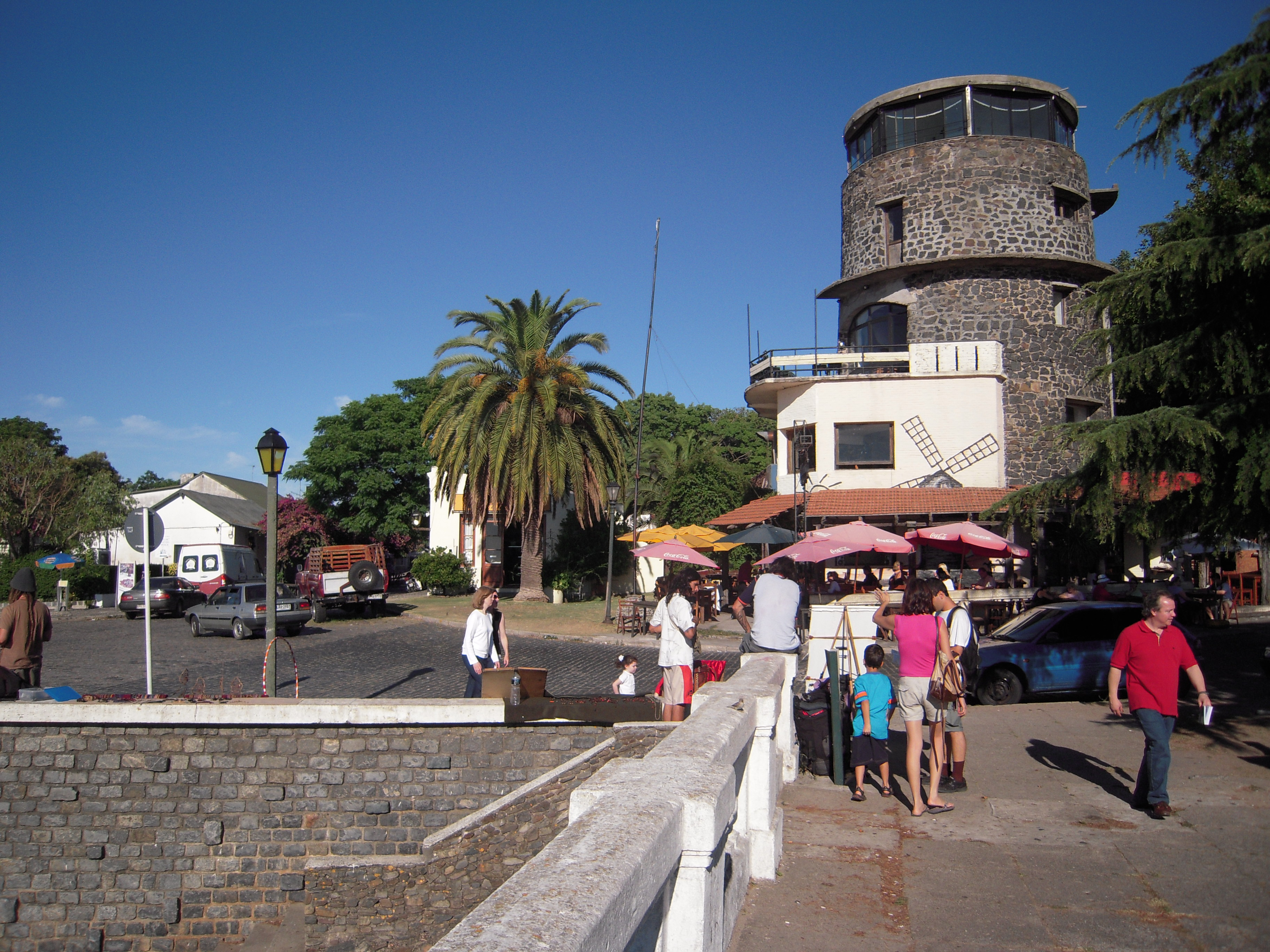
Rue de Santa Rita.
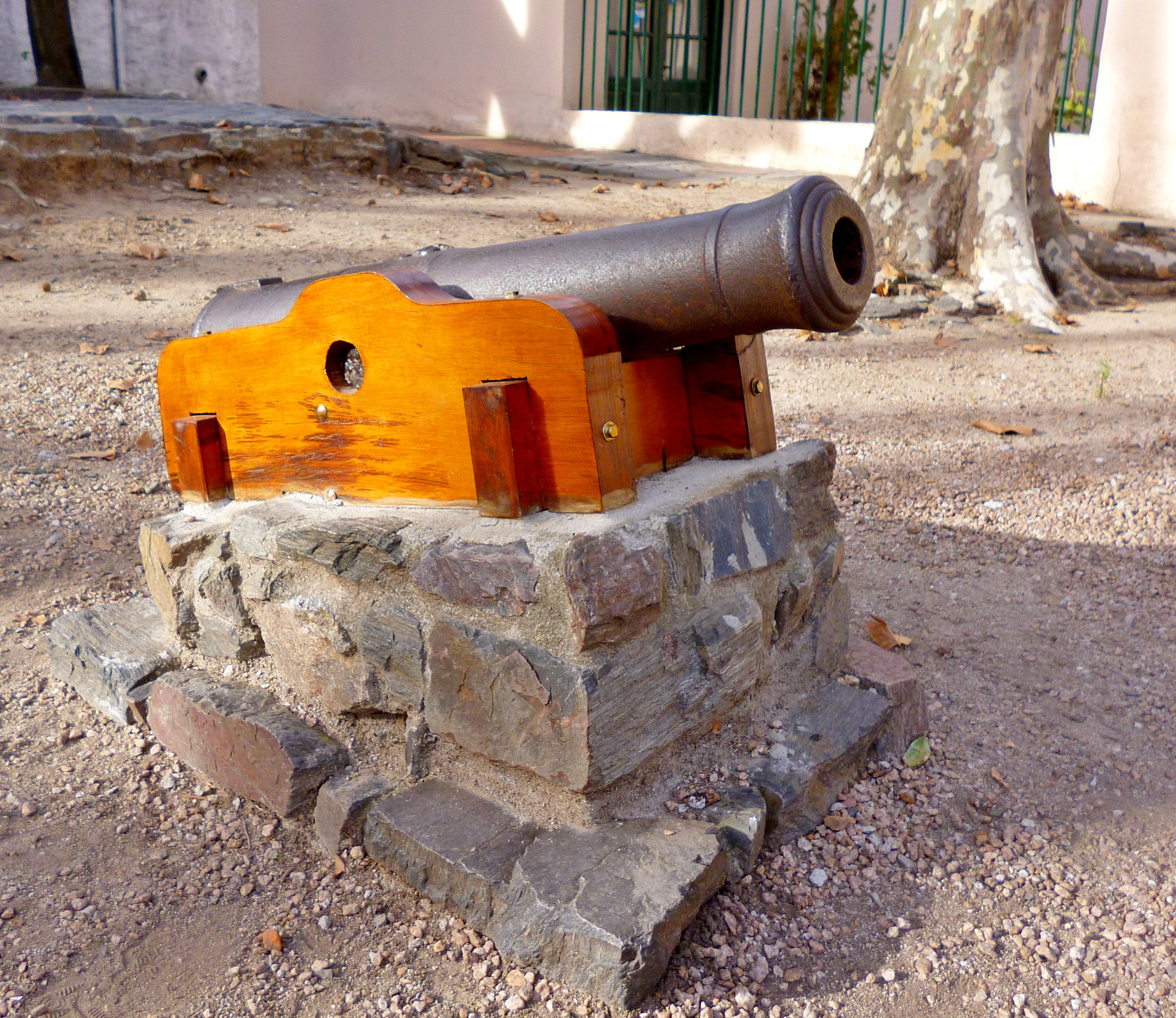
Canon colonial.